# Bataille du Mas Deu
 (juillet 2023).
Si vous disposez d'ouvrages ou d'articles de référence ou si vous connaissez des sites web de qualité traitant du thème abordé ici, merci de compléter l'article en donnant les références utiles à sa vérifiabilité et en les liant à la section « Notes et références ».
Guerres de la Révolution française
Batailles
La bataille du Mas Deu, également appelée à tort bataille de Thuir qui eut lieu le 30 floréal de l'an I (19 mai 1793), durant la guerre du Roussillon pendant les guerres de la Révolution française voit la victoire des troupes espagnoles du général Antonio Ricardos sur l'armée française du général Dagobert. 

## Contexte
Enfoncée au combat de Céret le 20 avril 1793, la faible armée des Pyrénées Orientales peine à contenir l'avancée des troupes d'invasion Espagnoles du général  Ricardos. Le général en chef de Flers confie à Dagobert de Fontenille une avant garde de 5000 hommes et 300 chevaux pour couvrir la plaine entre Perpignan et le massif des Aspres et menacer ainsi les dispositions prises par les espagnols pour assiéger les forts de Bellegarde, Amélie-les-Bains et les places de la côte (Argelès et Collioure) . Un retranchement naturel, la presqu'île du Réart, est choisi comme camp pour cette petite troupe.

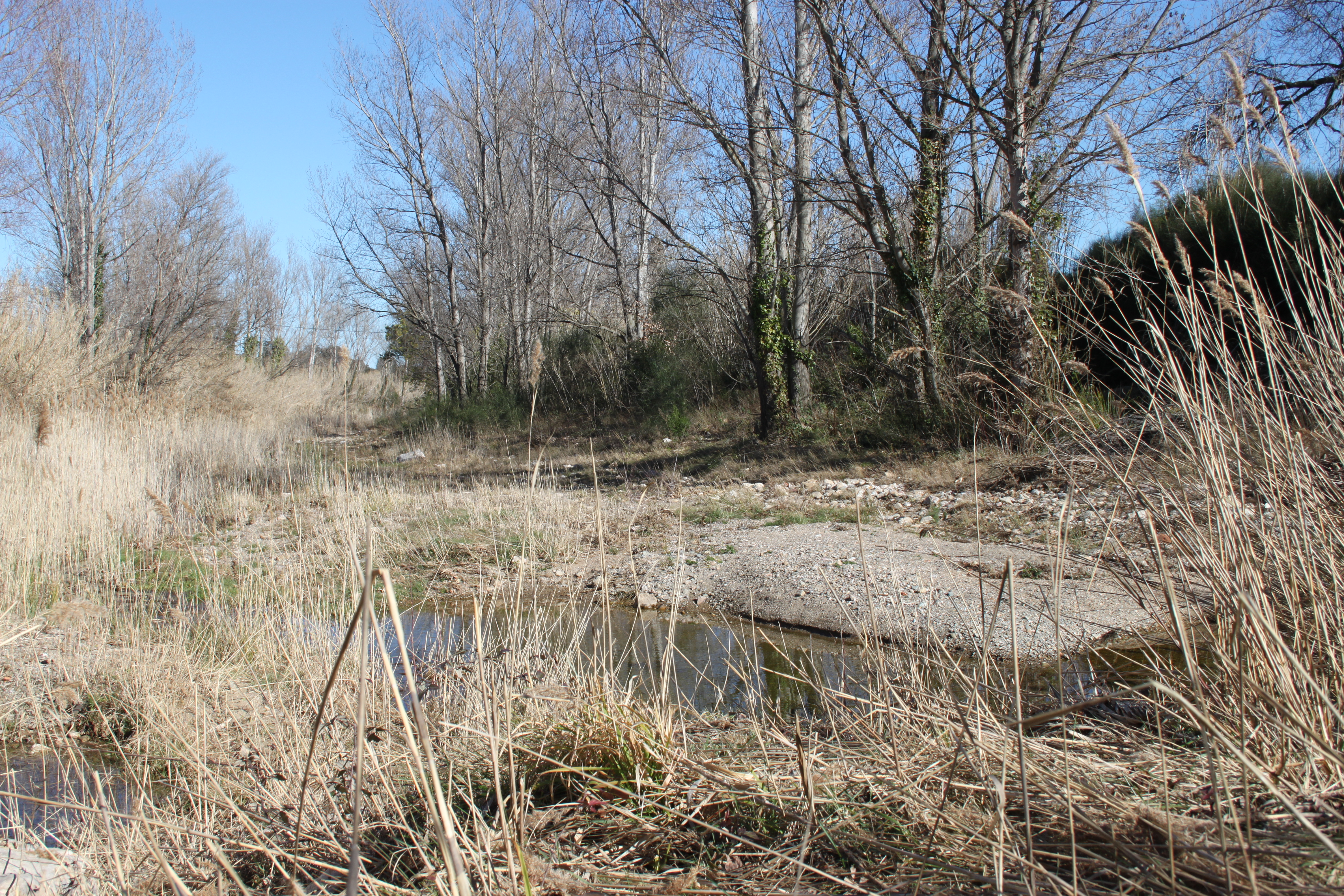
Le Réart. Guéable tout le long du champ de bataille, ses anciens méandres ont creusé, du côté de la presqu'île, de profonds ravins empêchant toute attaque frontale de l'armée Française.

La presqu'île du Réart est une sorte de langue de terre délimitée par le lit du Réart et entourée de profonds ravins. Elle est dominée à l'ouest par la position du Mas Conte et à l'est par une ancienne commanderie, le Mas Deu. C'est entre ces deux points que s'étire le camp français.
De Flers avait fait occuper et retrancher les positions de Thuir et Elne, qui donnent la facilité de couvrir Perpignan, et de porter de prompts secours aux Fort-les-Bains, Lagarde et à la place de Bellegarde, dont les Espagnols poussent alors le siège avec une extrême vigueur.
Antonio Ricardos, qui voit ses troupes quotidiennement inquiétées par les détachements français, se détermine à les attaquer et à les chasser de leur position.
Il est à noter que plusieurs auteurs relatent mal les évènements du 19 mai et situent l'attaque principale sur Thuir, d'où le nom erroné de bataille de Thuir parfois donné au combat du Mas Deu. Fervel, Chauquet et Griois donnent un rapport plus détaillé, issu de travaux de recherches et de recueil de témoignages, et situent bien les combats autour du Mas Deu, à plusieurs kilomètres de la ville de Thuir.

## La bataille

### Dispositif français
Installée sur la presqu'île du Réart, étirée entre les positions de Mas Deu et Mas Conte, l'avant-garde de Dagobert est composée des régiments de Vermandois (61ème, 2ème bataillon) et de Champagne (7ème, un bataillon), alignant respectivement 271 et 400 hommes, des bataillons des volontaires du Gers (probable engagement du bataillon évoqué par la présence des artilleurs du régiment dans les Mémoires du Général Griois) et des grenadiers du Gard (2ème) , de bataillons de gardes nationales, 300 gendarmes et  15 canons servis par la 10ème compagnie du 4ème régiment d'artillerie et les artilleurs régimentaires de Champagne et du Gers,. L'ouvrage relatif à la vie du Général Dagobert précise que cette artillerie ne compte pas d'obusiers, propos démentis par Griois qui annonce, dans ses mémoires, avoir commandé lors de la bataille une batterie de quatre pièces de 8 et de deux «obusieurs». Ces mêmes mémoires permettent de situer cette batterie à la gauche du dispositif français où se trouvaient le régiment de Champagne et les gendarmes à cheval à l'engagement des hostilités. Il est à noter que Griois dit, en prenant cette position, défendre la droite de l'avant-garde en s'appuyant aux bâtiments de Mas Deu, soit deux informations contradictoires (toutes les sources situent Mas Deu à la Gauche du dispositif principal français). Bien qu'il soit difficile d'accuser le vieux général de confondre sa droite de sa gauche, le croisement des sources françaises et espagnoles permet d'affirmer que sa batterie couvrait bien les abords du Mas Deu.

Pour protéger sa gauche et le passage de la grande route d'Espagne, Dagobert fait occuper les hauteurs du Réart, une suite de crêtes qui court le long de cette dernière. Il est difficile de comprendre ce qu'il est advenu de cette extrême-gauche, et même de savoir si elle était bien présente dès le début de la bataille. Arthur Chuquet relate, dans Le Général Dagobert (1736-1794), l'arrivée sur le champ de bataille du détachement d'Elne qui, par la position qu'il vient occuper sur les hauteurs du Réart et le feu nourri de ses deux canons, couvre la retraite de l'armée Française. Cette troupe, composée de 350 hommes dont 80 gendarmes est commandée par Charles Dugua. Ce dernier dira de ce mouvement : 
" Je sauvai [...] les effets de campement de 4000 hommes par la position que je vins prendre de deux lieues loin du champ de bataille" 

Extrait du Général Dagobert (1736-1794) 
On peut émettre l'hypothèse que la position des hauteurs du Réart ne faisait pas partie du champ de bataille et n'a été certainement occupée qu'à la fin de la journée lors de la déroute des troupes françaises. On peut noter que le 2ème Bataillon de grenadiers du Gard se trouvait le 18 mai en poste à Elne et fut appelé pour assister le lendemain au combat du Mas Deu, ce qui laisse supposer qu'il faisait partie du détachement de Dugua.
Joseph-Napoléon Fervel juge que Dagobert a commis une erreur en ne ralliant pas à son armée, avant le début des combats, les détachements d'Elne et de Thuir et en n'entreprenant aucuns travaux de retranchement, dispositions qui, au vu de l'infériorité numérique de ses troupes, s’avéraient nécessaires.

### Dispositif espagnol
Antonio Ricardos quitte Céret dans la nuit du 18 au 19 mai, et paraît au petit matin devant la presqu'île du Réart a la tête de 12 000 fantassins, 3000 cavaliers et 24 pièces d'artillerie. Son armée est scindée en quatre colonnes précédées d'une avant-garde (la composition suivante est donnée dans les ouvrages Campaña en los Pirineos a finales del siglo XVIII et l'Histoire des Gardes Wallones) :   
- L'avant-garde, dirigée par les maréchaux de camps Crespo et Montellano, se compose des deux régiments d'infanterie légère de Tarragone et de Catalogne, des régiments de Soria, Grenade, Mallorque et Valence qui fournissent chacun deux compagnies de grenadiers ( les sources sont troubles à ce sujet, les bataillons étaient-ils complets ? Ou seules les compagnies de grenadiers furent de l'action ?), du régiment des dragons de Pavie et appuyée par quatre canons de 12 livres et quatre obusiers.

- La colonne de droite, commandée par le duc D'Ossuna, est forte de quatre bataillons de gardes espagnoles, de la brigade des carabiniers royaux, du régiment de cavalerie de l'Infante et de six pièces de 4 livres.
- la colonne du centre aux ordres du lieutenant-général Villalba comprend 30 compagnies de grenadiers et de chasseurs provinciaux, un bataillon du régiment d'Ibernia, quatre pièces de 8 et deux de 4.
- la colonne de gauche est dirigée par le lieutenant-général de Curten et aligne trois bataillons de gardes wallones (1er, 2ème et 6ème bataillons[6]), un bataillon du régiment de Burgos, les régiments des dragons de Lusitanie et de Villaviciosa, les régiments de cavalerie de Principe et de Calatrava[3], le tout couvert par six pièces de 4 livres.

La colonne de Curten débouche devant la presqu'île via le village de Tresserre et vient se déployer entre Villemolaque et le monastère del Camp, en face de la droite française positionnée à Mas Conte. La droite espagnole s'avance quant à elle par la grande route d'Espagne pour venir se placer à l'Est de Villemolaque. La colonne de Villalba doit faire la jonction entre les ailes et l'avant-garde de Crespo et ainsi occuper la plaine à l'Ouest du village. Une carte de la bataille conservées au Service Historique de la Défense indique bien la présence des colonnes citées dans les archives espagnoles.

### Plan de l'attaque Espagnole
Ricardos dicte à ses généraux l'ordre d'attaque suivant : Ossuna devra prendre en flanc Mas Deu tandis que Curten, par une marche oblique, prendra à revers les Français au Mas Conte et portera le coup décisif. Le centre de Villalba devra rester en réserve,,.

### Déroulement
À cinq heures du matin, le combat s'engage, de la part des Espagnols, par une décharge générale de leur artillerie, à laquelle les Français répondent avec une égale vigueur. Dagobert a appuyé sa droite au Mas Conte et à un petit vallon qui coupe transversalement la presqu'île du Réart à hauteur de Trouillas. La position étant difficilement attaquable par un autre point, Ricardos fait amener en face de ce vallon 14 pièces auxquelles les Français se voient bientôt obligés d'opposer la quasi-totalité de leur artillerie. L'échange de tir dure jusqu'à 8 heures du matin et, les républicains prenant alors sur les canons ennemi des revers meurtriers, le général en chef espagnol décide de déloger leur batterie. Prélevant dans la colonne Curten, en marche pour tourner mas Conte, quatre régiments de cavalerie, Ricardos lance la charge contre l'artillerie française. À peine arrivée à l'entrée du vallon, elle est rompue par la mitraille et ne peut que fuir pour éviter de plus lourdes pertes.

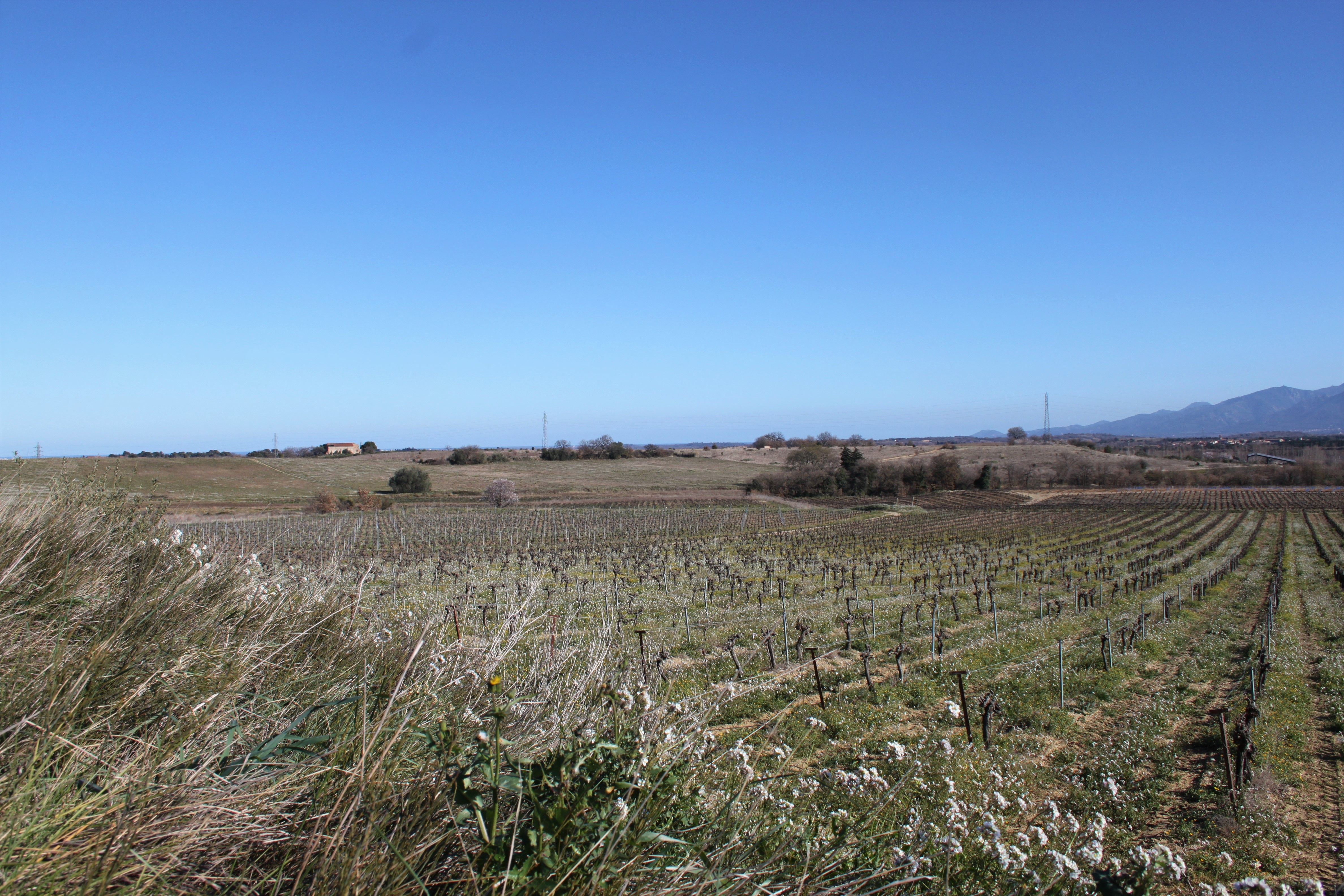
Vue du vallon décrit par Fervel et sur lequel Dagobert appuie sa droite et sa batterie. Le Mas Conte se trouve sur la gauche. La photo a été prise depuis le débouché de l'attaque de la colonne Curten.

Dagobert, conscient de l'avantage qu'il vient de prendre, dégarnit sa gauche pour soutenir sa droite (la nature de cette réorganisation du front français n'est pas donnée par les sources citées ici). Le Duc d'Ossuna s'en aperçoit et fond sur Mas Deu qu'il ne tarde pas à occuper. Les défenseurs fuient par le bois de Caseneuve pour rejoindre, par la pente douce avec laquelle la presqu'île descend vers l'est, la grande route d'Espagne. Ce mouvement désorganise la droite française qui ne peut tenir l'assaut des gardes Wallones de Curten. On assiste alors à des scènes de cohue lorsque, après avoir reçu l'ordre de charger la masse d'infanterie de se présentant devant la batterie de Griois, les gendarmes à cheval se débandent, emportant tout sur leur passage : 
" Dugua reçut ordre de charger avec ses 200 gendarmes; à peine commençait-il son mouvement que la presque totalité de cette misérable cavalerie se sauva au galop à travers des pièces de ma compagnie près desquelles se trouvait Dagobert. [...] Dans ce moment les Espagnols, enhardis par la fuite de notre cavalerie, se précipitèrent sur nous en redoublant de furie; les balles pleuvent de tous côtés; mon capitaine (Duroz) est atteint ainsi que plusieurs canonniers; une partie de nos chevaux de traits sont renversés d'autres sont emmenés par leurs conducteurs, paysans de réquisition, qui se hâtent de s'éloigner du champ de bataille. [...] Au milieu de cette bagarre, je courus vers un cheval de trait, véritable rosse, que le capitaine avait mis à ma disposition pour cette journée et que j'avais pendant l'action, attaché à un caisson. Une balle l'atteignit au col dans le moment ou je le montais; mais à force de coups et d'éperons je parvins à le faire trotter malgré sa blessure et à gagner le petit bois en avant duquel nous étions (Caseneuve)" 

Extrait des Mémoires du Général Griois (1792-1822), on notera qu'il est ici fait référence à Dugua qui se trouvait à plusieurs lieues de là à la tête de son détachement d'Elne et que les gendarmes étaient au nombre de 300. Ces erreurs sont relevées par Chuquet dans l'ouvrage.
L'ensemble de la ligne française est à présent rompue et la droite prend la fuite face aux charges de la cavalerie de Curten. Fervel ainsi que plusieurs auteurs prêtent alors à Dagobert un courage extraordinaire lorsque, après qu'un boulet a tué son cheval et qu'un deuxième l'a quasiment enseveli de terre, il prend un fusil et rejoint les rangs d'une compagnie de Vermandois et, bien que sa gauche soit complètement enfoncée et sa droite sur le point de craquer, il réunit sa troupe en carrés et retraite vers la grande route via le mas Forcade,. Il est intéressant de constater que Griois dépeint un tout autre tableau de la retraite Française :
" Au milieu de ce désordre, la position de Dagobert devenait extrêmement critique. Ainsi que je l'ai dit, il était au milieu de notre batterie dont il examinait l'effet lorsque la cavalerie tourna le dos et, soit que son cheval eût été tué ou qu'il l'eût laissé sur un autre point de la ligne, il était à pied ainsi que son aide de camp que je vois encore embarrassé dans sa marche par deux énormes pistolets d'arçons pendus à sa ceinture. Fort heureusement pour le général, un gendarme le prit en croupe, son aide de camp le suivit en courant de son mieux, et tous deux parvinrent à s'échapper en gagnant un petit bois voisin."
Extrait des Mémoires du Général Griois (1792-1822)

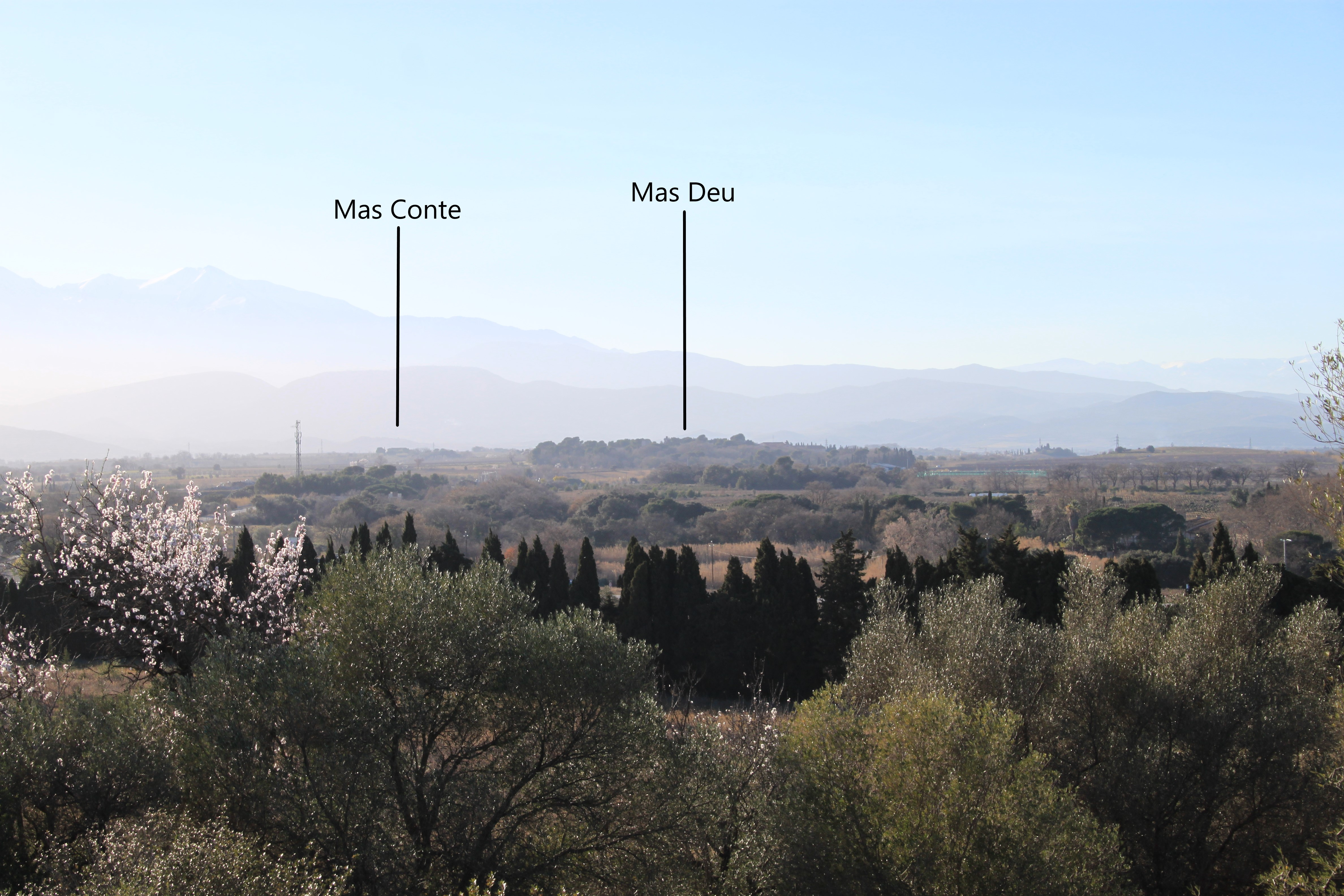
Vue du champ de bataille depuis les hauteurs du Réart, position que vint prendre Dugua en fin de journée et qui couvrit la débâcle française. La grande route d'Espagne passe au premier

La retraite française est assurée par le grande route d'Espagne qui relie le Boulou à Perpignan. Les Espagnols tentent de couper cette fuite par un mouvement de cavalerie qui est stoppé par les canons des hauteurs du Réart (Selon Chuquet, il s'agit des deux canons du détachement d'Elne). De Flers accourt de Perpignan avec 1200 hommes, rassemble les fuyards au Serrat den Vaquer et envisage un moment de reprendre la presqu'île que les Espagnols ont bien rapidement évacuée. Mais, une fois la nuit tombée, quelques coups de feu tirés aux avant-postes jettent le trouble dans les rangs français qui se retirent alors définitivement vers Perpignan.

## Conséquences

### Pertes
Il est difficile, au vu du peu de sources listant les pertes des deux camps dans la littérature Française, de dresser un tableau précis des morts et blessés. Les quelques données relevées semblent décrire des combats brefs et peu engagés. Par exemple, Fervel donne dans Campagnes de le Révolution Française dans les Pyrénées Orientales un bilan "insignifiant" de 20 morts, 64 blessés et 2 pièces d'artillerie perdues du côté Français. Les gardes Wallones, pourtant en première ligne lors de l'attaque de la batterie de la droite française, n'ont perdu aucun officier au cours de la bataille.

### Suites de la bataille
Ricardos ne pousse pas plus loin la poursuite des fuyards. Voyant ses troupes épuisées par seize heures de combats , il stoppe son avance et les renvoie au Boulou où il a déjà fait préparer leur camp et amener des vivres. Les Espagnols n'emporteront de ces combats que deux pièces d'artillerie. Dagobert a été chassé de la presqu'île, les détachements d'Elne et Thuir se sont repliés sur Perpignan, situation qui permet à Ricardos d'être à présent maître de la plaine et de se concentrer pleinement au siège des places fortes des montagnes et de la côte.